# Frans Wiklund
Frans Milisic Wiklund, född den 16 september 1976, är en svensk skådespelare, regissör och manusförfattare. Han har bland annat skrivit manus till TV4:s serier Kontoret, Parlamentet, Gustafsson 3 tr och SVT:s I Anneli samt Starke Man. Han har också arbetat med dialogbearbetning av Snabba Cash 2. Han studerade på Scenstudion och på Dramatiska Institutet.

## Filmografi

### Regi
- Berusningsstudie 2:3 (2006)
- Andra Avenyn (2008)
- Elsas värld (2011, säsong 1, episod 11-20)
- Elsas värld (2013, säson 2, episod 1-20)

### Manus
- Berusningsstudie 2:3 (2006)
- Mellan natt och dag (2006)
- I Anneli (2010)
- Starke man (2010 säsong 1)
- Parlamentet (2010)
- Gustafsson 3 tr (2011)
- Jägaren (UR) (2011)
- Kontoret (2012 säsong 2)
- Snabba Cash 2 (2012) (dialogbearbetning)

### Roll
- Strandvaskaren (2004)
- Som en tjuv om natten (2005, kortfilm)
- "Beck" Det tysta skriket (2007)
- I Anneli (2010)